# Nino de Angelo
Domenico Gerhard Gorgoglione (født 18. december 1963), kendt som Nino de Angelo, er en tysk-italiensk sanger. Han fik stor succes i Tyskland især, men også andre europæiske lande, med hittet "Jenseits von Eden", også indspillet på engelsk med titlen "Guardian Angel".
Han repræsenterede desuden det daværende Vesttyskland ved Eurovision Song Contest 1989 med sangen "Flieger", som han fik en 14. plads med.

## Diskografi

### Album
- 1983 Junges Blut
- 1984 Jenseits von Eden
- 1984 Nino
- 1984 Zeit für Rebellen
- 1985 Time to Recover
- 1986 Ich suche nach Liebe
- 1987 Durch tausend Feuer
- 1988 Baby Jane
- 1989 Flieger
- 1989 Samuraj
- 1991 De Angelo
- 1993 Verfluchte Zeiten
- 2000 Schwindelfrei
- 2002 Solange man liebt
- 2003 Zurück nach vorn
- 2004 Un Momento Italiano
- 2005 Nino

### Singler
- 1983 "Jenseits von Eden" / "Silbermond"
- 1984 "Atemlos" / "Gar nicht mehr"
- 1984 "Giganti" / "Tempo Verra"
- 1984 "Guardian Angel" / "Young Blood"
- 1984 "Unchained Love" / "No More"
- 1984 "Wir sind Giganten" / "Zeit für Rebellen"
- 1989 "Flieger" / "Laureen"
- 1989 "Samuraj" / "There’s Too Much Blue in Missing You"
- 1989 "If There Is One Thing That’s Forever" / "Flieger"
- 2001 "Engel" / "Frei sein von Dir"

| Efterfulgte: Maxi & Chris Garden med "Lied für einen Freund" | Tyskland i Eurovision Song Contest 1989 | Efterfulgtes af: Chris Kempers & Daniel Kovač med "Frei zu leben" |